# 林恆生
林恆生（1925年3月22日—2015年9月28日），雲林縣西螺鎮人，為雲林縣林派大老，曾任雲林縣議員，雲林縣縣長，台灣自來水公司董事長、雲林縣獅子會會長。

## 生平
林恒生出生於大正十四年（1925年）3月22日，畢業於日本東京農業大學，畢業後林恆生回到故鄉服務，曾在西螺農校任教員。
之後林恒生轉任公務員，曾任西螺鎮公所課長、雲林縣縣府機要秘書、嘉南水利會代表等職。
1955年，林恒生高票當選第三屆雲林縣議會縣議員，參與雲林縣政。林恆生獲得當時國民黨雲林縣黨部主任委員林金生的賞識，在林金生當選第三屆雲林縣長後，邀請林恆生出任機要秘書，並栽培為接班人。從此在地方走紅。
1961年，嘉南農田水利會會長楊羣英退休。林恒生有意「取而代之」，在省議員廖秉輝協助下，展開爭取行動。唯後來有關單位告訴他，組織有意栽培他出任第五屆雲林縣長，要他稍安勿躁。於是他聽從組織安排，退出爭取行列。並幫助原先無意爭取的廖秉輝競選，使廖氏成為會長。
1964年第五屆雲林縣長選舉時，林恒生積極部署。然而臨時發生變卦，國民黨因不願地方派系坐大最終提名了在臺灣省政府上班的廖禎祥，使林恆生兩頭落空。由於廖禎祥自大學畢業後一直在外地工作，雲林縣選民大多對他陌生。地方上也出現對廖禎祥不服的實力派人物，有「五虎將」之稱的王吟貴、張春盛、吳興旺、蕭茂霖（此四人皆曾擔任過雲林縣議會議長）組成聯合陣線，共推林恆生為盟主，出馬與廖禎祥一決雌雄。外界分析如果林恆生違紀參選，則第五屆縣長應有七成把握。最終在協調下，以林恆生退出競選，廖禎祥父親廖裕紛捐出新臺幣一百萬元作為獎學金。
1968年，林恆生擔任第七屆雲林縣議長。外界一度認為由於林、廖的過節，府會將出現對立。唯林恆生並未將廖禎祥視為政敵，反而給予充分支持，縣政府重要提案，在議會都順利過關。持續到廖禎祥坐滿二屆八年多縣長為止。在議長任內，打破議員瓜分預算的特權、藉考察之名行觀光旅行的陋習。
1972年第七屆雲林縣長選舉，林恆生順理成章獲國民黨提名參選，在沒有對手下當選縣長，連任兩屆，是雲林政壇跨足府會龍頭第一人，之後張榮味也曾分任府會首長。
縣長任內，興建完成三十八公里長的沿海道路，開發箔子寮漁港，使中南部漁港有避風口。完成全縣六百公里重要道路的柏油路面，縣府辦公大廈遷建、電化屠宰家畜市場的興建。
於1981年卸任縣長，政績卓著獲中央拔擢，於1982年1月20日出任台灣自來水公司董事長，長達13年董座任期，普及全台自來水。1995年4月1日榮退後淡出政壇，過著含飴弄孫、悠然自得生活。
2015年9月28日，林恆生於睡夢中辭世。

## 外部連結
- 廖禎祥與林恆生縣長交接 （页面存档备份，存于），國家文化記憶庫。

| 中華民國政府職務 | 中華民國政府職務                                   | 中華民國政府職務 |
| ---------------- | -------------------------------------------------- | ---------------- |
| 雲林縣政府       |                                                    |                  |
| 前任： 廖禎祥    | 雲林縣縣長 第七、八屆 1973年2月1日－1981年12月20日 | 繼任： 許文志    |